# 護花危情
《護花危情》（英語：Witness Insecurity）是香港電視廣播有限公司的時裝警匪電視劇，全劇共20集，由黃宗澤、鍾嘉欣及秦沛領銜主演，並由蔣志光、龚茜彤、羅鈞滿及李國麟聯合演出，監製為劉家豪。此劇是2012年无线电视精彩夏日劇集之一.
此劇是《點解阿Sir係阿Sir》之姊妹作，故事由角色古嘉嵐（Miss Koo）改編至喬子琳（Miss Kiu）的角色（兩者皆由鍾嘉欣飾演）為主線，講述喬子琳因長期被保護證人組的許瑋琛督察（黃宗澤飾）保護而動情的主流故事，另加插喬江山（秦沛飾）、喬江河（蔣志光飾）、沙本華（李國麟飾) 的鬥爭戲，也包括不少與網絡用語有關的人物，如港女李巧欣（樂瞳飾）、巴打楊耀東（羅鈞滿飾）等。

## 創作
2011年5月，鍾嘉欣在《點解阿Sir係阿Sir》中飾演古嘉嵐（Miss Koo、Miss Cool）一角，備受觀眾和網民追捧，無綫電視有見及此，安排開拍以「Miss Koo外傳」為題材之續集，後改劇名《護花危情》。在《點解阿Sir係阿Sir》大結局裡，她沒有與陳豪飾演的羅Sir終成眷屬，反安排與飾演其鄰居的馬國明相遇，外界一直揣測二人會否成為一對。本劇卻確定由黃宗澤擔任男主角。部分班底來自《點解阿Sir係阿Sir》，而部分演員也出現於同期播出的《回到三國》。

## 演員表

### 喬家
| 演員            | 角色   | 暱稱／關係 |
| 羅天池 （青年） | 喬江山 | 山哥、大哥、大喬生 千億富豪 盛天國際集團主席 喬江河之兄 柴靖姿、周美虹之夫 熊飛、沙本華之天敵 喬浩霖、喬子琳之父 33年前與沙本華、喬江河綁架唐世平 於第16集被沙本華槍傷 於第20集前往石澳碼頭準備潜逃至台湾不遂，最後被捕                          |
| 秦 沛           | 喬江山 | 山哥、大哥、大喬生 千億富豪 盛天國際集團主席 喬江河之兄 柴靖姿、周美虹之夫 熊飛、沙本華之天敵 喬浩霖、喬子琳之父 33年前與沙本華、喬江河綁架唐世平 於第16集被沙本華槍傷 於第20集前往石澳碼頭準備潜逃至台湾不遂，最後被捕                          |
| 孫慧雪          | 柴靖姿 | （1958年4月6日-1992年7月9日） 台山人 沙本華之亡前女友 喬江山之亡正室 喬子琳、喬浩霖之亡母 1992年因感染熱帶病而去世 |
| 簡慕華          | 周美虹 | Tina 喬江山之繼室 周志華之姊 喬子琳、喬浩霖之繼母 |
| 陳子樂 （童年） | 喬江河 | 水哥、細喬生 飲食、娛樂、古董老闆 盛天國際非執行董事 喬江山之弟 喬子琳、喬浩霖之二叔 唐俊佳之好友 沙本華之天敵 33年前與沙本華、喬江山綁架唐世平 於第1集被熊飛所派的殺手槍擊，成為受保護之證人 於第3集因得罪熊飛而被槍傷 於第20集涉嫌醉酒駕駛被捕 |
| 黃得生 （青年） | 喬江河 | 水哥、細喬生 飲食、娛樂、古董老闆 盛天國際非執行董事 喬江山之弟 喬子琳、喬浩霖之二叔 唐俊佳之好友 沙本華之天敵 33年前與沙本華、喬江山綁架唐世平 於第1集被熊飛所派的殺手槍擊，成為受保護之證人 於第3集因得罪熊飛而被槍傷 於第20集涉嫌醉酒駕駛被捕 |
| 蔣志光          | 喬江河 | 水哥、細喬生 飲食、娛樂、古董老闆 盛天國際非執行董事 喬江山之弟 喬子琳、喬浩霖之二叔 唐俊佳之好友 沙本華之天敵 33年前與沙本華、喬江山綁架唐世平 於第1集被熊飛所派的殺手槍擊，成為受保護之證人 於第3集因得罪熊飛而被槍傷 於第20集涉嫌醉酒駕駛被捕 |
| 李日昇          | 喬浩霖 | 喬江山、柴靖姿之亡子 周美虹之亡繼子 喬江河之亡姪子 喬子琳之亡兄 多年前遇溺身亡 |
| 林詠渝 （幼年） | 喬子琳 | Hailey、子琳 大提琴手 喬江山、柴靖姿之女 喬浩霖之妹 周美虹之繼女 喬江河之姪女 患有創傷後遺症，後康復 許瑋琛之保護對象，並暗戀其，後為其女友 李巧欣之好友 陳凱翹之病人 於第3集成為受保護證人                                                      |
| 陳詩慧 （童年） | 喬子琳 | Hailey、子琳 大提琴手 喬江山、柴靖姿之女 喬浩霖之妹 周美虹之繼女 喬江河之姪女 患有創傷後遺症，後康復 許瑋琛之保護對象，並暗戀其，後為其女友 李巧欣之好友 陳凱翹之病人 於第3集成為受保護證人                                                      |
| 鍾嘉欣          | 喬子琳 | Hailey、子琳 大提琴手 喬江山、柴靖姿之女 喬浩霖之妹 周美虹之繼女 喬江河之姪女 患有創傷後遺症，後康復 許瑋琛之保護對象，並暗戀其，後為其女友 李巧欣之好友 陳凱翹之病人 於第3集成為受保護證人                                                      |
| 李霖恩          | 周志華 | 周美虹之弟 |
| 林惜貞          | 玲 姨  | 喬家下人 |
| 陳偉樂          |        | 喬家傭人（第5集） |
| 江富強          |        | 喬家花王（第7、9集） |

### 刑事及保安處
| 演員   | 角色   | 暱稱／關係                                |
| 高俊文 | 包啟忠 | 包Sir 警務處助理處長 劉湛堃、潘國誠之上司 |

#### 保護證人組（WPU）
| 演員   | 角色   | 暱稱／關係                                                                         |
| 黃子雄 | 劉湛堃 | 劉Sir 警司 許瑋琛之上司                                                            |
| 黃宗澤 | 許瑋琛 | 許Sir、阿頭 督察，後為高級督察 於第9集升職並調至重案組 參見李家                    |
| 楊證樺 | 陳加仕 | 沙示 警長 許瑋琛之下屬                                                             |
| 羅鈞滿 | 楊耀東 | 巴打 警員 許瑋琛下屬 於第13集調往重案組 參見九龍總區重案組（Regional Crime Unit）  |
| 李綺雯 | 張麗娟 | 師姐 警員 許瑋琛之下屬 於第9集調至重案組 參見九龍總區重案組（Regional Crime Unit） |
| 張穎康 | 王之堂 | 爆呔 警員 許瑋琛之下屬 於第9集調至重案組 參見九龍總區重案組（Regional Crime Unit） |
| 陳偉洪 | 陳碩龍 | 警員 許瑋琛之下屬                                                                  |
| 林秀怡 | 何美詩 | Macy 警員 許瑋琛之下屬                                                             |
| 李偉健 |        | 警員                                                                               |
| 林遠迎 |        | 警員                                                                               |
| 何偉業 |        | 警員                                                                               |
| 李善恆 |        | 警員                                                                               |
| 彭比得 | 德 哥  | 警員                                                                               |

#### 九龍總區重案組（Regional Crime Unit）
| 演員   | 角色   | 暱稱／關係 |
| 曾偉權 | 潘國誠 | 潘Sir 警司 程學勤、許瑋琛之上司 |
| 張松枝 | 程學勤 | 程Sir 高級督察 潘國誠之下屬 |
| 黃宗澤 | 許瑋琛 | 許Sir、阿頭 高級督察 潘國誠之下屬 第9集調往重案組 於第18集為查案越境開槍被內地公安發現遭革職 參見李家                                        |
| 李啟傑 | 謝天偉 | 程學勤下屬，後為許瑋琛之下屬 重案組警長 |
| 羅鈞滿 | 楊耀東 | 巴打 （1989年7月18日-2012年2月20日） 警員 番禺人 許瑋琛之下屬 追求李巧欣 於第13集調往重案組 於第17集因得知唐世平綁架案內情而被何兆良槍殺身亡 |
| 李綺雯 | 張麗娟 | 師姐 警員 許瑋琛之下屬 於第9集調往重案組 |
| 張穎康 | 王之堂 | 爆呔 警員 許瑋琛之下屬 於第9集調往重案組 |
| 楊潮凱 | 紀浩全 | 全哥 警員 程學勤下屬，後為許瑋琛之下屬 |
| 劉天龍 | 關顯彰 | 警員 程學勤下屬 |
| 林淑敏 | Karen  | 文職警員 潘國誠之秘書 |

#### 其它部門
| 演員   | 角色   | 暱稱／關係                     |
| 何俊轩 | 周國棟 | 周Sir 反黑組高級督察（第18集） |
| 羅浩銘 |        | CIB跟蹤組警員（第18集）        |

### 李家
| 演員            | 角色   | 暱稱／關係 |
| 李鴻            | 李廣生 | 水果檔老闆 陳玉蘭之夫 李巧欣、李文杰之父 許瑋琛之姨丈 |
| 呂 珊           | 陳玉蘭 | 水果檔老闆娘 李廣生之妻 李巧欣、李文杰之母 許瑋琛之姨媽 |
| 吳諾弘 （童年） | 許瑋琛 | 許Sir、阿頭、阿琛 督察，後為高級督察 李廣生、陳玉蘭之甥 李巧欣、李文之表哥 保護喬子琳，被其暗戀，後為其男友 楊耀東之上司兼好友 方韻琪之前男友 針對喬江山 于第18集为查案越境开枪险被内地公安发现遭革职 於第20集為救喬江山而被唐俊佳駕車撞至重傷身亡 |
| 黃宗澤          | 許瑋琛 | 許Sir、阿頭、阿琛 督察，後為高級督察 李廣生、陳玉蘭之甥 李巧欣、李文之表哥 保護喬子琳，被其暗戀，後為其男友 楊耀東之上司兼好友 方韻琪之前男友 針對喬江山 于第18集为查案越境开枪险被内地公安发现遭革职 於第20集為救喬江山而被唐俊佳駕車撞至重傷身亡 |
| 樂 瞳           | 李巧欣 | JoJo、丫頭（許瑋琛專用） IVE時裝設計系學生 兼職模特兒，後為演員 李廣生、陳玉蘭之女 李文杰之姊 許瑋琛之表妹 喬子琳之好友 被楊耀東追求 |
| 朱敏瀚          | 李文   | 李廣生、陳玉蘭之子 李巧欣之弟 許瑋琛之表弟 |

### 盛天國際集團
| 演員   | 角色    | 暱稱／關係 |
| 秦 沛  | 喬江山  | 大喬生 盛天國際主席 參見喬家 |
| 蔣志光 | 喬江河  | 細喬生 盛天國際非執行董事 參見喬家 |
| 鍾嘉欣 | 喬子琳  | Hailey、子琳 盛天慈善基金職員 於第16集要求幫助盛天慈善基金 參見喬家 |
| 李成昌 | 何兆良  | 盛天國際主席特別助理 喬江山之助手 患有末期肝癌 Jason、Daisy之父 於第16集槍傷沙本華 於第17集殺害楊耀東、沙本華 於第17集燒炭自殺死亡 |
| 李天翔 | 唐俊佳  | 本劇終極大反派 Shawn 盛天國際職員，後被解僱 唐世平之子 喬江山、喬江河之下屬，後反目 於第5集與袁崑找熊義談判，卻被挾持並被其斬斷手指 於第19集開始吸毒 於第20集追殺喬江山不遂，駕車撞向喬江山時誤將許瑋琛撞死，最後被警方拘捕 名字諧音唐俊街 |
| 侯建民 |         | 喬家保鑣 |
| 王東泰 |         | 喬家保鑣 |
| 何君誠 |         | 喬家保鑣 |
| 陳國峰 |         | 喬家保鑣 |
| 尹詩沛 | Emily   | 喬江河之秘書（第2、10、13、15、19集） |
| 趙靜儀 | Sandy   | 喬江山之秘書（第3集） |
| 伍慶華 | Stanley | 電腦部職員（第7集） |
| 謝卓言 |         | 職員 喬江山之下屬（第12集） |
| 伍秉君 | James   | 盛天慈善基金總監（第16集） |
| 蔡康年 |         | 喬江山之助手（第18集） |

### 香港四大堂口
| 演員   | 角色   | 暱稱／關係                                                                      |
| 李海生 | 洪 爺  | 黑社會坐館 喬江山之好友 於第5集幫喬江山上廣西與熊義談判 於第19集毆打唐俊佳      |
| 王俊棠 | 高佬輝 | 黑社會「進興」坐館 喬江山之好友                                                 |
| 陳狄克 | 金牙炳 | 黑社會「東昇」坐館 喬江山之好友                                                 |
| 鄭家生 | 山 雞  | 黑社會「龍英」坐館 喬江山之好友 於第9集因喝醉侮辱喬江山而被何兆良用玻璃樽打傷頭 |
| 趙樂賢 |        | 「進興」社團古惑仔 高佬輝之手下（第1集）                                        |
| 張國雄 | 阿 威  | 「東昇」社團古惑仔 碼頭大飛負責人 金牙炳之手下（第2集）                         |
| 司徒暉 | 叉 燒  | 「龍英」社團古惑仔 山雞之手下（第3、11集）                                      |
| 黃耀煌 |        | 「龍英」社團古惑仔 山雞之手下（第11集）                                         |
| 馬貫東 |        | 「龍英」社團古惑仔 山雞之手下（第11集）                                         |
| 王致迪 |        | 「東昇」社團古惑仔 金牙炳之手下（第11集）                                       |
| 黎桐康 |        | 「進興」社團古惑仔 高佬輝之手下（第11集）                                       |
| 柯 嵐  |        | 「進興」社團古惑仔 高佬輝之手下（第11集）                                       |

### 瀋陽「熊氏」黑幫
- 於第7集被瓦解

| 演員   | 角色  | 暱稱／關係 |
| 杜燕歌 | 熊 飛 | 飛哥 瀋陽黑幫／熊氏集團老闆 熊義、熊勇之兄 喬江山之天敵 警方資料：做事不顧一切，曾因兄弟被欺負，而單人匹馬拿AK血洗另一幫會 於第1集派殺手槍擊喬江河 於第3集槍傷喬江河及槍殺蒋显伦，後被捕 於第8集被判謀殺及誤殺罪名成立並判處終身監禁 |
| 鄭恕峰 | 熊 義 | 瀋陽黑幫／熊氏集團老闆 熊飛之弟 熊勇之兄 喬江山之天敵 警方資料：出名喪心病狂，曾用刀放血殺害多人 於第4集派殺手追殺喬子琳未遂 於第5集與袁崑設局挾持唐俊佳並斬斷其隻手指 於第7集逃亡時被公安槍殺                                       |
| 李 嘉  | 熊 勇 | 瀋陽黑幫／熊氏集團老闆 熊飛、熊義之弟 喬江山之天敵 警方資料：出名心狠手辣，黃賭毒樣樣齊 於第7集逃亡時被公安槍殺 |
| 江嘉俊 |       | 瀋陽殺手 企圖殺害喬江河（第1集） |
| 黃劍斌 |       | 熊飛之司機 為熊飛頂替罪名（第3集） |
| 杜大偉 |       | 瀋陽殺手 企圖殺害喬子琳（第4集） |
| 梁博恩 |       | 瀋陽殺手 企圖殺害喬子琳（第4集） |
| 郭家俊 |       | 瀋陽殺手 企圖殺害喬子琳（第4集） |
| 霍健邦 |       | 瀋陽殺手 企圖殺害喬子琳（第4集） |
| 魏惠文 |       | 瀋陽殺手 企圖殺害喬子琳（第4集） |
| 關浩揚 |       | 瀋陽殺手 企圖殺害喬子琳（第4集） |
| 葉 暐  |       | 瀋陽殺手 企圖殺害喬子琳（第4、7集） |

### 其他演員
| 演員            | 角色        | 暱稱／關係 |
| 張景淳 （青年） | Sapura      | 原名黎樹風 印尼富翁 Fuadi之父 柴靖姿之前男友 喬江山、喬江河之天敵 33年前與喬江山、喬江河綁架唐世平後將其殺害 於第13集登場 於第16集槍傷喬江山後被何兆良槍傷逃到石垣洲 於第17集揭發喬江山綁架唐世平後被何兆良槍殺死亡 |
| 李國麟          | Sapura      | 原名黎樹風 印尼富翁 Fuadi之父 柴靖姿之前男友 喬江山、喬江河之天敵 33年前與喬江山、喬江河綁架唐世平後將其殺害 於第13集登場 於第16集槍傷喬江山後被何兆良槍傷逃到石垣洲 於第17集揭發喬江山綁架唐世平後被何兆良槍殺死亡 |
| 朱慧敏          | 陳凱翹      | Kelly 喬子琳之心理醫生 |
| 羅樂林          | 翁瑞邦      | 邦哥 香港富商 喬江山之好友 |
| 華忠男          | 鄧柏基      | 基哥 香港富商 喬江山之好友 |
| 招石文          | 李耀韜      | 韜哥 香港富商 獲頒大紫荊勳章 喬江山之好友 |
| 關浩傑          | 安 仔       | 受保護證人（第1集） |
| 周煥培          |             | 「麥珍記」麵店伙記（第1集） |
| 杜 港           |             | 「麥珍記」麵店客人 在麵店內爭執（第1集） |
| 許明志          |             | 「麥珍記」麵店客人 在麵店內爭執（第1集） |
| 潘冠霖          |             | 新聞報道員（第1集） |
| 許碧姬          | 九 婆       | 水果檔客 陳玉蘭之舊街坊（第1集） |
| 鄧以豪          |             | 行山人士（第1集） |
| 計祥龍          |             | 行山人士（第1集） |
| 陳建文          |             | 代客泊車員（第1集） |
| 鄧英敏          | Wet哥       | 電影評審 喬江河之朋友（第1、20集） |
| 李岡龍          | Danny       | 喬江河之朋友（第1集） |
| 鍾志光          |             | 喬江河之朋友（第1集） |
| 何文進          |             | 喬江河之朋友（第1集） |
| 關婉珊          |             | 模特兒 喬江河旗下藝人（第1集） |
| 劉 俐           | Lily        | 模特兒 喬江河旗下藝人（第1集） |
| 鍾鈺精          |             | 護士（第1集） |
| 陳亭嘉          |             | 記者（第1、3集） |
| 潘曉彤          |             | 記者（第1、3集） |
| 李 健           |             | 翁瑞邦之助手（第1集） |
| 明德豐          |             | 模特兒公司老闆 被金牙炳懷疑派人殺害喬江河（第1集） |
| 趙敏通          | 聰 少       | 被高佬輝懷疑派人殺害喬江河（第1集） |
| 梁健平          | Eric        | 古董店總經理 與喬江河合資古董店（第1集） |
| 阮毅雄          |             | 的士司機（第1集） |
| 羅 鴻           |             | 看更（第2集） |
| 李子明          |             | 搬運工人（第2集） |
| 黃煒溏          | 明 叔       | 許瑋琛童年時之鄰居 在救火期間被困火場而葬身火海中（第2集） |
| 楊家輝          | 琛 父       | 許瑋琛之父 陳玉蘭之妹夫 李巧欣、李文杰之姨丈 多年前葬身火海中（第2集） |
| 曾玉娟          | 琛 母       | 許瑋琛之母 陳玉蘭之妹 李廣生之姨仔 李巧欣、李文之姨 多年前葬身火海中（第2集） |
| 游潔冰          |             | 許瑋琛童年時之鄰居 被困在火場（第2集） |
| 李藍            |             | 「慈愛兒童之家」院友 許瑋琛童年時之院友（第2集） |
| 譚真一          |             | 「慈愛兒童之家」院友 許瑋琛童年時之院友（第2集） |
| 鄭子軒          |             | 「慈愛兒童之家」院友 許瑋琛童年時之院友（第2集） |
| 鄭子航          |             | 「慈愛兒童之家」院友 許瑋琛童年時之院友（第2集） |
| 鄭浚隆          |             | 「慈愛兒童之家」院友 許瑋琛童年時之院友（第2集） |
| 佘樺            |             | 「慈愛兒童之家」院友 許瑋琛童年時之院友（第2集） |
| 陳佳琳          |             | 孤兒院院長（第2集） |
| 鄭玉儀          |             | 孤兒院修女（第2集） |
| 楊英偉          | 榮          | Kelvin 「柴靖姿」小交響樂團經理（第2、4、6、9、11、19集) |
| 劉威煌          | 源          | 樂團指揮（第2、4、7、9、11集） |
| 蔣家旻          | 瑩          | 樂團小提琴手（第2、4、7、9、11集） |
| 菁 瑋           | 萍          | 樂團小提琴手（第2、4、7、9、11集） |
| 梁珈詠          | 妍          | 樂團小提琴手（第2、4、9、11集） |
| 林影紅          | 亭          | 樂團小提琴手（第2、4、9、11集） |
| 劉秉賓          |             | 樂團鋼琴手（第2、4、9、11集） |
| 鄭嘉雯          |             | 樂團接待員（第2集） |
| 鄭毅邦          | 黃Uncle     | 賓客 |
| 彭凱筠          | 黃Auntie    | 賓客 |
| 黃志榮          |             | 賓客 |
| 梁俊傑          |             | 賓客 |
| 許思敏          |             | 賓客 |
| Joe Junior      | 鍾爵士      | Sir Albert Chung Crystal之爺爺 喬江山、喬江河之朋友（第2集） |
| 彭美嫦          | 鍾 太       | 鍾爵士之妻 Crystal之奶奶（第2集） |
| 李興華          |             | 攝影師（第2集） |
| 林彥加          | Crystal     | 鍾爵士、鍾太之孫女（第2集） |
| 劉一飛          | 周 總       | 大陸富商 喬江山之朋友 熟悉大陸黑幫事務（第2-3、5、7集） |
| 王永禧          | 坤 哥       | 狗場老闆（第2集） |
| 黃俊伸          | Chok峯      | 歌手 角色影射林峯（第1,3集） |
| 簡文達          | 蔣顯倫      | David Litton-Jones、蔣爵士、蔣大法官 退休終審法院大法官 遛狗時因熊飛手槍走火被其誤殺（第3集） |
| 李智銳          |             | 蔣顯倫之急症室醫生（第3集） |
| 楊瑞麟          |             | 喬江河之急症室醫生（第3-4集） |
| 曾啟綸          | 羅 生       | Ben 保安局副局長（第3集） |
| 徐玟晴          |             | 護士（第4集） |
| 黃子恒          |             | 急症室醫生（第4、12集） |
| 鍾 煌           |             | 新聞主播（第5集） |
| 許秉珩          | 袁 崑       | 廣西黑幫 唐俊佳之合作夥伴 熊氏兄弟之好友 與唐俊佳一起跟熊義談判，卻被挾持，實為騙局 與熊氏兄弟設局換取喬江山信任（第5、7集）                                                                                        |
| 姚 兵           | 小 胡       | 唐俊佳之朋友（第5集） |
| 方紹聰          |             | 青年 調戲方巧欣（第5集） |
| 潘宗揚          |             | 青年 調戲方巧欣（第5集） |
| 何家嘉          |             | 母親（第5集） |
| 陳學文          |             | 兒子（第5集） |
| 曾琬莎          |             | 書店職員（第5集） |
| 曾健明          | 康振中      | 康大狀 大律師 喬江山之代表律師（第6、18集） |
| 陳志健          |             | 「四海日報」記者（第6集） |
| 曾 敏           | 方韻琪      | 許瑋琛之亡女友 八年前因黑色暴雨導致山泥傾瀉而死，于第6集被許瑋琛發現其骸骨 |
| 邵卓堯          |             | 急症室醫生（第7集） |
| Bitto           |             | 邦加羅爾黑客 被喬江山聘請對付熊氏三兄弟（第7集） |
| 陳彼得          |             | 邦加羅爾黑客 被喬江山聘請對付熊氏三兄弟（第7集） |
| Kaku Dhillon    |             | 邦加羅爾黑客 被喬江山聘請對付熊氏三兄弟（第7集） |
| 羅浩楷          | 文檢控      | 檢控官（第8、18集） |
| 張國強          | 昌律師      | 熊飛之辯護律師（第8集） |
| 石天欣          | MiMi        | 模特兒 李巧欣之好友（第8、10集） |
| 丁樂鍶          | NaNa        | 模特兒 李巧欣之好友（第8、10集） |
| 蕭凱欣          |             | 雜誌女記者（第9集） |
| 鄭家俊          | 師 兄       | 活動幕後工作人員（第9集） |
| 姚浩政          | Raymond     | 行山專家（第10集） |
| 劉冠雄          |             | 雪糕佬（第10集） |
| 黃梓瑋          |             | 活動統籌（第10集） |
| 林芊妤          | Melody Baby | 針對李巧欣（第10、12集） |
| 游莨維          |             | 娛樂記者（第10集） |
| 張俊平          | 老 趙       | 雜誌總編輯（第10集） |
| 馮康寧          |             | 導演（第12集） |
| 羅天宇          |             | 助導（第12集） |
| 洪資訊          | 黃監製      | 監製（第12集） |
| 陳宛蔚          |             | 新聞報道員（第12、13、15集） |
| 曾守明          |             | 銀行家（第12、14集） |
| 林日昇          | 冼 生       | 退休民安隊山嶺搜救中隊總隊長（第12集） |
| 陳振業          |             | 醫生（第12集） |
| 王維德          |             | 沙本華之助手（第13集） |
| 曾慧雲          |             | 楊耀東之母（第13、16、17集） |
| 裘卓能          |             | 軍裝警員（第13集） |
| 蘇恩磁          | 林 太       | Alex Lam之母 要求警方重新調查其兒子兩年前的死因（第13集） |
| 劉素芳          | 朱師奶      | 林家之街坊（第14集） |
| 鄭淑芬          | 黃師奶      | 林家之街坊（第14集） |
| 吳香倫          | 霞 姨       | 歌廳老闆娘（第14集） |
| 譚俊雄          |             | 歌廳伙記（第14集） |
| 丘惠玲          |             | 歌廳伙記（第14集） |
| 鄺佐輝          | 唐世平      | 香港首富 唐俊佳之父 多年前被喬江山綁架並被黎樹風殺害（第15集） |
| 布偉傑          |             | 銀行副總裁（第15集） |
| 夏竹欣          | 珠 姐       | 楊耀東之家姐（第16、17集） |
| 湯俊明          |             | 楊耀東之姐夫（第16集） |
| 莫偉文          | 馮致亮      | 黑市醫生 曾販賣搖頭丸 於第18集被捕 |
| 張韋怡          |             | 教友（第16集） |
| 范彩兒          |             | 教友（第16集） |
| 區靄玲          | 何 太       | 何兆良之妻（第17集） |
| 李 豪           | Jason       | 何兆良之子（第17集） |
| 沈愛琳          | Daisy       | 何兆良之女（第17集） |
| 陳澤友          |             | 古惑仔（第17集） |
| 黎日楠          |             | 電信公司職員（第18集） |
| 戴耀明          | 四眼富      | 古惑仔／警方線人（第18集） |
| 李雨陽          | 丁 貴       | 走私犯（第18集） |
| 蔡曜力          |             | 深圳寶安區公安（第19集） |
| 葉家泓          |             | 深圳寶安區公安（第19集） |
| 王華盛          | 何監製      | 監製（第19集） |
| 鄧永健          | 安茲·Fuadi  | 沙本華之子（第19—20集） |
| 蕭徽勇          |             | 私家偵探 被Fuadi聘請（第19集） |
| 許家傑          |             | 私家偵探 被喬江山聘請（第19集） |
| 張智軒          |             | 私家偵探 被喬江山聘請（第19集） |
| 溫裕紅          |             | 女司機 其座駕被喬江河的座駕撞到 接受喬江河的賠償（第20集） |

## 記事
- 2011年11月21日：此劇於12:30在將軍澳電視廣播城一廠Common Room舉行試造型記者會。[5]
- 2011年12月16日：此劇於16:15在將軍澳電視廣播城十三廠開鏡拜神。[6]
- 2012年2月18日：此劇正式煞科。
- 2012年6月27日：此劇於13:00在尖沙咀The ONE商場UG2層中庭舉行「護花英雄型爆登場」宣傳活動。
- 2012年7月6日：此劇於13:00在將軍澳電視廣播城舉行「夏日傾情」宣传活动。
- 2012年7月15日：此劇於14:00在鑽石山荷裏活廣場一樓明星廣場舉行「愛情甜酸、苦與辣」宣傳活動。[7]
- 2012年7月23日：此劇於14:30在將軍澳電視廣播城舉行「透視大結局」宣傳活動。[8]

## 迴響

### 觀眾評價
劇集播出以後，收視口碑甚佳，被報章暫時稱為2012年最受歡迎的電視劇，也暫時獲得最高的收視點。不過，劇情第一周曾講述秦沛與鄭恕峰演的瀋陽黑幫熊義講數，鄭恕峰狠將貓拋向狗，情節被轟虐貓，通訊局接獲八十五宗投訴。
此劇監制只以單生單旦的組合為主，起用了不少綠葉和新人。除了女主角鍾嘉欣，黃宗澤、秦沛、蔣志光的演技獲得好评，被報章指鍾嘉欣可成為年尾「最佳女主角」得主，李國麟等綠葉演員也非常搶戲。
此外，此劇亦帶挈主題曲《最幸福的事》的網絡點擊率於一星期內上升至15萬，期後連同重新上載的片段的點擊率則接近50萬。

#### 開放式結局

##### 喬子琳與許瑋琛的結局
本劇講述喬子琳和許瑋琛相愛而不能愛的故事，最後卻因許瑋琛撞車身亡而未能走在一起。巧合的是，鍾嘉欣與黃宗澤曾合演《溏心風暴之家好月圓》、《珠光寶氣》、《護花危情》三部劇集，都不能開花結果。直至2016年2月播出的《警犬巴打》，兩人才能開花結果。

##### 許瑋琛之生死
本劇最終以悲劇收場。大結局播出後，有觀眾指結局不清晰，許瑋琛的生死並不清楚。他因救喬江山被唐俊佳（李天翔飾）撞至凌空翻轉倒地重傷，然後沒有送院治療，醒來反而負傷駕駛電單車找尋喬子琳，最後許瑋琛在喬子琳懷裡吐血而死。許瑋琛最後的對白是﹕「我會永遠在天鴿座守護著妳...」。觀眾紛紛不滿這樣的結局，並要求官方重拍結局或開拍續集，讓許瑋琛復活，並與喬子琳開花結果。大結局次日即接獲四宗投訴。該結局引來的觀眾反應與《棟篤神探》的結局播出當晚，香港廣播事務管理局即收到投訴相似。
另外，有網民以鍾嘉欣和黃宗澤於2007年拍攝的情人節廣告片段製作了一個Happy Ending的完美結局，讓許瑋琛和喬子琳最後能夠攜手偕老。此劇亦讓二人成為新一對螢幕情侶。
後來，無綫當局再接獲十四宗觀眾投訴，都是不滿《護花危情》結局。
然而2016年2月播出的《警犬巴打》，鍾嘉欣和黃宗澤終於能夠「大團圓結局」，因此亦有網民認為《警犬巴打》的結局已能取代此劇的結局。

## 收視
以下為本劇於無綫電視翡翠台、高清翡翠台之收視紀錄：
| 週次 | 集數   | 日期                   | 平均收視 | 最高收視 | 百分比 |
| 1    | 01     | 2012年7月2日           | 30點     | 33點     |        |
| 1    | 01－04 | 2012年7月2日－7月5日   | 31點     | 33點     |        |
| 2    | 05－09 | 2012年7月9日－7月13日  | 32點     | 37點     |        |
| 3    | 10－14 | 2012年7月16日－7月20日 | 32點     | 36點     |        |
| 4    | 15－20 | 2012年7月23日－7月27日 | 32點     | 43點     |        |
| 全劇 |        |                        | 31點     | 37點     |        |

- 全劇平均收視31點（約201.3萬觀眾)[21]。
- 7月23日受颱風韋森特影響，平均收視37點（觀眾人數237萬）

## 獎項及提名

### 萬千星輝頒獎典禮2012
| 獎項                 | 單位     | 結果             |
| -------------------- | -------- | ---------------- |
| 最佳劇集             | 護花危情 | 提名（最後五強） |
| 最佳男主角           | 黃宗澤   | 提名             |
| 我最喜愛的電視男角色 | 黃宗澤   | 提名             |
| 最佳女主角           | 鍾嘉欣   | 提名（最後五強） |
| 最佳男配角           | 蔣志光   | 提名             |
| 飛躍進步女藝員       | 樂 瞳    | 提名             |
| 傑出演員大獎         | 李成昌   | 獲獎             |

### MY AOD我的最愛頒獎典禮2012
| 獎項                   | 單位           | 結果            |
| ---------------------- | -------------- | --------------- |
| 我的最愛電視男主角     | 黃宗澤         | 提名（最后5強） |
| 我的最愛電視女主角     | 鍾嘉欣         | 提名（最后5強） |
| 我的最愛十五大電視角色 | 黃宗澤         | 獲獎            |
| 我的最愛十五大電視角色 | 鍾嘉欣         | 獲獎            |
| 我的最愛出位人氣王     | 蔣志光         | 提名（最后5強） |
| 我的最爱电视男配角     | 蔣志光         | 提名（10強）    |
| 我的最愛電視螢幕情侶   | 黃宗澤、鍾嘉欣 | 提名（最后5強） |
| 我的最愛電視劇集       | 護花危情       | 提名（最后5強） |

### 星和無綫電視大獎2013
| 獎項                    | 獲奬單位         |
| ----------------------- | ---------------- |
| 「我最愛TVB男藝人」     | 黃宗澤           |
| 「我最愛TVB電視男角色」 | 黃宗澤（許瑋琛） |
| 「我最愛TVB電視女角色」 | 鍾嘉欣（喬子琳） |